# Euphyia pompilia
Euphyia pompilia là một loài bướm đêm trong họ Geometridae.